# Jimmy Constable
James Michael Constable (sinh ngày 21 tháng 9 năm 1971) là một ca sĩ nhạc pop và vũ công người Anh. Ông là một thành viên của nhóm nhạc nam 911.

## Thời thơ ấu
Constable được sinh ra tại Bệnh viện Phụ sản Liverpool (nay là Bệnh viện Phụ nữ Liverpool) ở Toxteth, Liverpool, Lancashire (nay là Merseyside), có bố mẹ tên Margaret và James "Jimmy" Matthews.
Ông là fan hâm mộ của câu lạc bộ Liverpool F.C.

## Sự nghiệp

### Những năm 1990:The Hit Man and Her
Constable bắt đầu sự nghiệp vào đầu những năm 1990 như một vũ công trong chương trình khiêu vũ The Hit Man and Her trên kênh ITV.

### 1995–2000: 911
Khi còn tham gia chương trình, Constable gặp Simon "Spike" Dawbarn và Jason Orange. Sau khi chứng kiến sự thành công của người sau với ban nhạc của anh Take That, Constable và Dawbarn (những người thậm chí còn trở nên nổi tiếng hơn cả những tiết mục mà họ đang khiêu vũ) đã quyết định thành lập ban nhạc của riêng họ, và 911 được thành lập. Lee Brennan, người hâm mộ cả hai chàng trai và "The Hit Man and Her", đã đồng ý tham gia, từ đó, Constable và Dawbarn cùng Brennan trở thành một bộ ba.
911 đã dành vài tháng để xây dựng cơ sở người hâm mộ từ đầu, biểu diễn hợp đồng ở trường học và các địa điểm công cộng nhỏ. Sau khi phát hành độc lập hai đĩa đơn đều lọt vào top 40 của Vương quốc Anh, "Night to Remember" và "Love Sensation", 911 ký hợp đồng với Virgin Records sau một cuộc đấu thầu nhãn hiệu lớn.
911 cực kỳ thành công, bán được hơn 10 triệu đĩa đơn và 6 triệu album trên toàn thế giới trước khi chia tách vào năm 2000. Constable là người đã thông báo về việc chia tách trực tiếp trên BBC Radio 1. Trong một cuộc phỏng vấn năm 2005 với The Guardian, Constable đã nói: "Tôi không có thời gian để suy nghĩ về điều đó. Tôi đã nghẹn ngào khi nói ra điều đó, sau đó chúng tôi bước ra khỏi Radio 1 và hai gã kia đến quán rượu. Tôi lên xe và đi, tôi không hề gặp họ trong vòng 2 năm."

### Hậu chia tách
Sau khi ban nhạc bị chia tách, Constable chuyển sang uống rượu và dùng ma túy, rồi thừa nhận "Tôi thấy mình nằm trên chiếc giường đơn cũ kỹ của mình với một chai Jack Daniel's và một chai thuốc giảm đau và nghĩ đến việc kết thúc chuyện đó ngay lập tức. Điều duy nhất ngăn cản tôi là suy nghĩ về sự tàn phá nó sẽ gây ra cho gia đình tôi."
Năm 2006 chứng kiến Constable trở lại ngành công nghiệp âm nhạc bằng việc tham gia vào series Totally Boyband trên kênh MTV. Bộ phim theo chân các thành viên cũ của các nhóm nhạc nam khác thành lập một ban nhạc mới. Ban nhạc mới được gọi là Upper Street, nhưng đĩa đơn đầu tiên của họ lại thất bại về mặt thương mại, xếp ở vị trí thứ 35 trên UK Singles Chart. Ban nhạc nhanh chóng tan rã, với toàn bộ dự án được coi là một thảm họa. Ngày 28 tháng 8 năm 2007, anh xuất hiện trên chương trình trò chơi BBC Two Identity, được gọi là "cựu thành viên nhóm nhạc nam".

### 2012–nay:The Big Reunionvà sự trở lại của 911
Ngày 18 tháng 10 năm 2012, có thông báo rằng 911, cùng với B*Witched, Five, Atomic Kitten, Honeyz và Liberty X, sẽ quay trở lại để chuẩn bị cho series phim tài liệu The Big Reunion trên kênh ITV2.

## Đời tư
Jimmy trước đây có mối quan hệ kéo dài 9 năm với bạn gái Bernadette Robertson, người mà ông gặp vào năm 1985. Ông cầu hôn cô ấy vào năm 1988 và 4 năm sau cô ấy sinh con trai của họ, Scott. Năm 1994, Jimmy rời Bernadette để chuyển đến Glasgow, Scotland và tập trung vào sự nghiệp âm nhạc của mình với 911, mặc dù ông đã đồng ý cho cô ấy đi trong đám cưới tiếp theo của cô ấy. Jimmy hiện đang sống ở Cambridgeshire với vợ Claire (người mà ông kết hôn năm 2009) và hai đứa con khác, Taylor và Ellie, trong khi Scott sống với Bernadette ở Runcorn. Vào ngày 7 tháng 6 năm 2013, ông xuất hiện trên The Jeremy Kyle Show để nói về những vấn đề gần như đã hủy hoại cuộc đời ông.

## Danh sách phim tham gia
| Năm  | Tựa đề                        | Vai diễn            | Ghi chú                  |
| ---- | ----------------------------- | ------------------- | ------------------------ |
| 1998 | Noel's House Party            | Chính bản thân mình | Tập 7.18                 |
| 2005 | Hit Me, Baby, One More Time   | Chính bản thân mình | Chương trình TV đặc biệt |
| 2007 | Identity                      | Chính bản thân mình | Mystery guest (1 tập)    |
| 2011 | Celebrity Juice               | Chính bản thân mình | Special guest (1 tập)    |
| 2013 | The Big Reunion               | Chính bản thân mình | 9 tập                    |
| 2013 | Big Brother's Bit on the Side | Chính bản thân mình | 1 tập (4 tháng 8)        |
| 2013 | The Big Reunion: On Tour      | Chính bản thân mình | 3 tập                    |